# Enoplognatha nigromarginata
Enoplognatha nigromarginata es una especie de araña araneomorfa del género Enoplognatha, familia Theridiidae. Fue descrita científicamente por Lucas en 1846.
Habita desde España a Grecia, en Marruecos y Argelia.